# Eubrontes

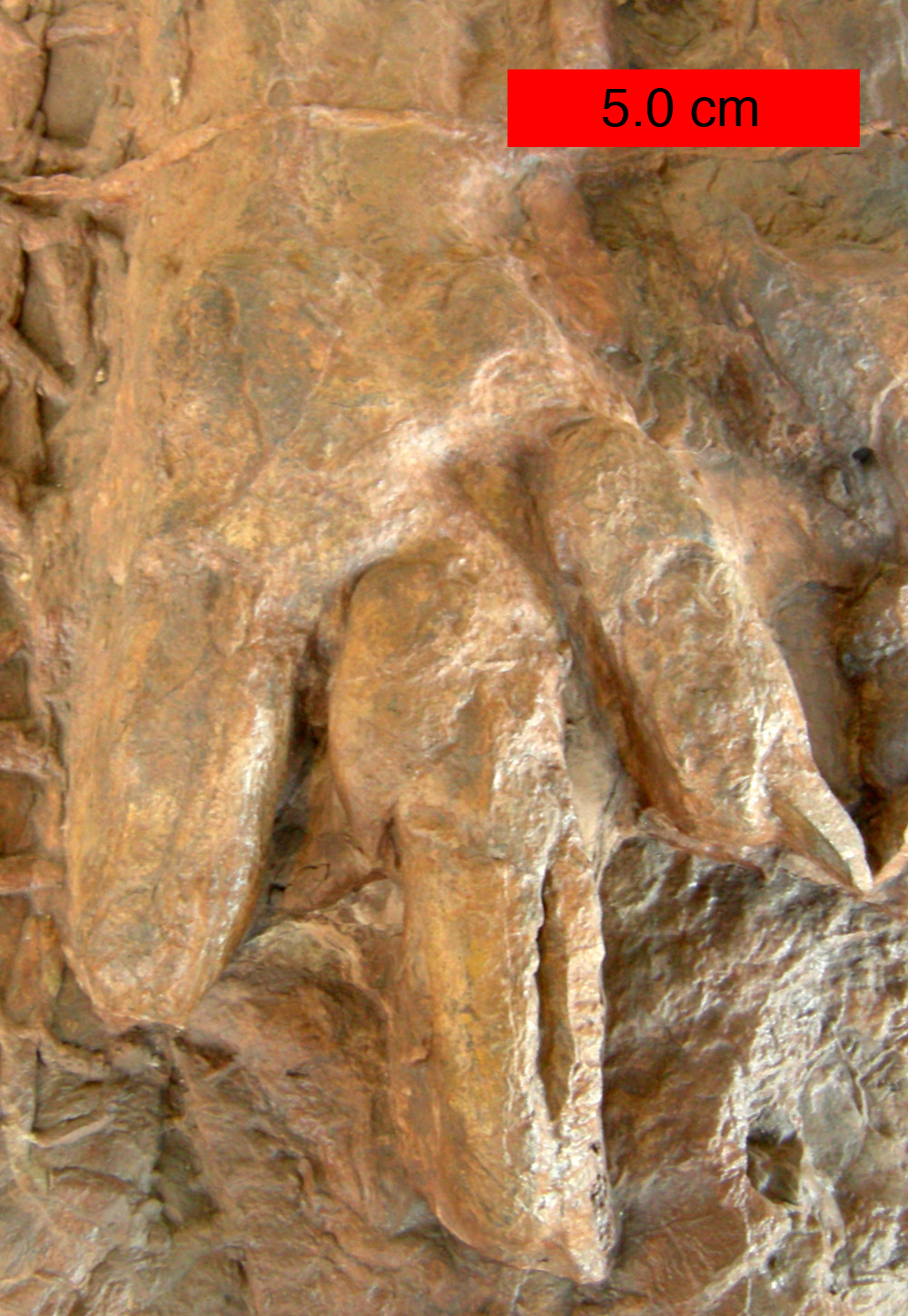

Eubrontes (Hitchcock, 1845) je ichnogenus (rodový název) pro tříprsté stopy, vytvořené zřejmě dravým dinosaurem (teropodem) v období svrchního triasu až spodní jury. Jde tedy o klasický případ ichnotaxonu (druhu, známého dle zkamenělého pozůstatku jeho životního projevu). Dinosaurus, který tyto poměrně četné stopy zanechal, byl zřejmě malý až středně velký dravý dinosaurus, podobný rodu Dilophosaurus nebo Coelophysis. Podobným typem stop je ichnorod Anomoepus, od roku 2010 známý i z České republiky.

## Historie objevů

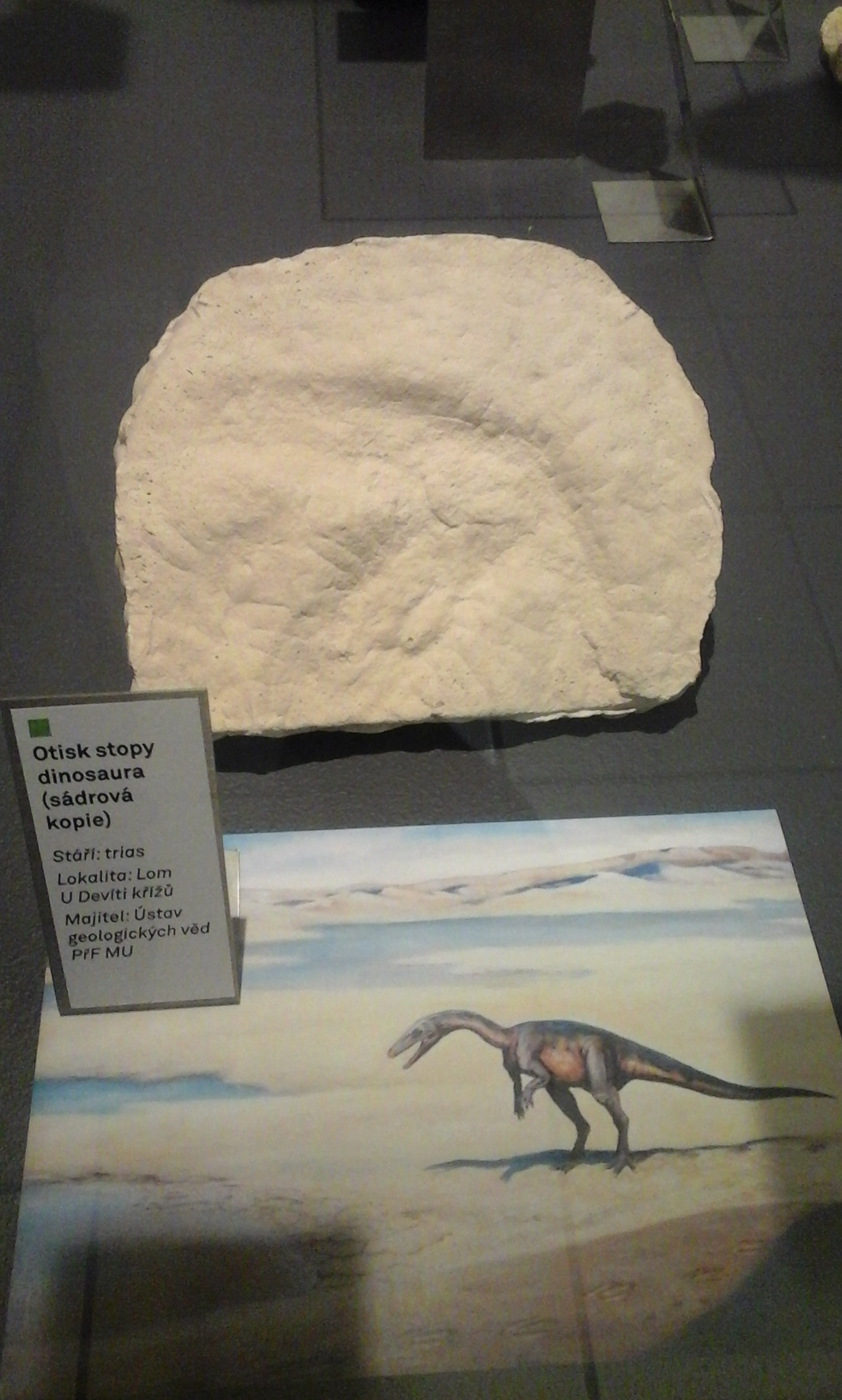
Replika otisku tříprsté stopy českého dinosaura (či dinosauromorfa) od Červeného Kostelce.

První stopy eubronta byly objeveny již roku 1802, tehdy však byly vykládány jako biblické pozůstatky "Noemova havrana". Dnes jsou otisky přisuzované tomuto ichnotaxonu známy z USA, Francie, Itálie, Austrálie, ale také z Polska a Slovenska. Podobná stopa o délce 14 cm byla navíc v 90. letech 20. století objevena také na území Česku (okolí Červeného Kostelce, bohdašínské souvrství), později rovněž označená rodovým jménem Eubrontes. Také na Slovensku byl objeven tento ichnotaxon, a to v sedimentech geologického souvrství Tomanová.
Na jednom místě v Connecticutu bylo v roce 1966 objeveno až 600 těchto stop pohromadě. Dnes je tato lokalita (dříve známá jako Rocky Hill) součástí rezervace Dinosaur State Park. Eubrontes je také státní fosilií Connecticutu. Typická stopa je 40–50 cm široká a patřila nejspíš dravci, dlouhému 5–6 metrů. Zajímavé je, že podobné stopy se podařilo objevit i pod zemským povrchem, konkrétně v jeskyni Malaval na jihu Francie.
Množství stop přiřazených tomuto ichnorodu je známo také z území Číny, a to včetně těch, které byly objeveny v sedimentech původních pouštních oblastí.
Velmi početné jsou tyto ichnofosilie také na území západu Severní Ameriky, například v americkém státě Utah. Na některých místech se zde zachovaly desítky až stovky těchto stop.
Zajímavostí jsou také objevy "otáčivých" stop, které dokládají rychlou změnu směru běhu svých původců. Tyto objevy jsou stále poměrně vzácné, ale podařilo se jich přesto identifikovat poměrně velké množství z území několika kontinentů.

## Původci stop
Výzkumy severoamerických fosilních stop, řazených do tohoto ichnorodu naznačují, že jejich původcem nemusel být teropod, ale spíše sauropodomorf (bipední "prosauropod").

### Česká literatura
- SOCHA, Vladimír (2020). Pravěcí vládci Evropy. Kazda, Brno. ISBN 978-80-88316-75-6. (str. 138-143; 152-154)